# Sanne van der Star
Sanne Martha van der Star (Rijpwetering, 21 februari 1986) is een voormalig Nederlands langebaanschaatsster die schaatste bij het VPZ-team.

## Biografie
Van der Star was een echte sprintster en kwam zodoende het best tot haar recht op de 500 meter en de 1000 meter.

### Seizoen 2004/2005
De doorbraak van Van der Star vond plaats in het seizoen 2004/2005. Bij het NK afstanden werd ze 4e op de 500 meter en zodoende plaatste ze zich voor wereldbekerwedstrijden. Op het NK sprint werd ze 7e en op de Universiade won ze zilver op de 500 meter. Aan het einde van het seizoen werd ze op de 500 meter van het WK afstanden 16e.

### Seizoen 2005/2006
Op 29 december 2005 eindigt Van der Star tijdens het Nederlands kampioenschap afstanden in Heerenveen op de 500 meter op de derde plek achter Marianne Timmer en Annette Gerritsen, maar nog voor Marieke Wijsman. Op dit toernooi werden tevens de tickets voor de Olympische Winterspelen 2006 in Turijn verdiend. Met haar derde plek zonder een nominatie op zak te hebben, moet Van der Star evenals Wijsman wachten tot de KNSB met een beslissing komt. Nederland heeft de mogelijkheid om met vier schaatssters te starten op de 500 meter. Na de eerste omloop stond Van der Star nog vierde, achter Wijsman, maar in de tweede omloop wist ze Wijsman dankzij een tijd van 38,86 alsnog ruim achter zich te laten. Na afloop van het toernooi werd bekend dat Van der Star zich mocht opmaken voor haar eerste Olympische toernooi, mits zij vormbehoud zou aantonen in de weken erna.
Tijdens het Wereldkampioenschap schaatsen sprint 2006 diende Van der Star bij de eerste 16 te eindigen in een fictief klassement dat slechts opgemaakt werd uit de twee gereden wedstrijden op de 500 meter. Na de eerste dag stond ze 15e en was ze al zo goed als zeker van kwalificatie. In de tweede race vertoonde ze wat zenuwen en had ze een flinke misslag, resulterend in een zwakkere tijd dan de dag ervoor. Een aantal rijders gingen haar voorbij, maar ook waren er een aantal die terugvielen, waardoor ze uiteindelijk exact op de 16e plaats terechtkwam en zich plaatste voor de Spelen. Daar eindigde ze op de 500 meter op de 14e plaats.

### Seizoen 2007/2008
Tijdens het NK Afstanden 2007 wist ze zich te plaatsen voor de eerste reeks world cup-wedstrijden voor de 500 meter. Op 26 november 2006 won zij het laatste sprinttoernooi van de Kraantje Lek Trofee. Tijdens het NK Sprint eindigt Van der Star als vijfde. In eerste instantie leek ze ver verwijderd van aanspraak op deelname, maar na uitval van Margot Boer vanwege een blessure, vulde Paulien van Deutekom als reserve die plaats op en werd Van der Star op 16 januari aangewezen als nieuwe reserve.

### Einde loopbaan
In januari 2008 raakte Van der Star zwaar geblesseerd tijdens een ochtendtraining. Bij een val in de training belandde ze ongelukkig in de boarding en liep ze een dubbele beenbreuk op. Het seizoen was daarmee gelijk voorbij. Het WK Sprint in Obihiro waren haar laatste internationale wedstrijden. In juli 2010 maakt ze bekend te stoppen met schaatsen.
Meteen daarna raakte Van der Star nauw betrokken bij het opzetten van de Holland Cup, een nieuwe competitie binnen het langebaanschaatsen.

## Persoonlijk records
| Afstand    | Tijd    | Datum            | Baan           |
| ---------- | ------- | ---------------- | -------------- |
| 500 meter  | 38,64   | 20 november 2005 | Salt Lake City |
| 1000 meter | 1.18,25 | 14 augustus 2005 | Calgary        |
| 1500 meter | 2.04,09 | 12 augustus 2005 | Calgary        |
| 3000 meter | 4.47,29 | 25 juli 2004     | Nijmegen       |

## Resultaten
| jaar | NK Afstanden      | NK Sprint | WK Afstanden | WK Sprint | Wereld beker                | Olympische Spelen |
| ---- | ----------------- | --------- | ------------ | --------- | --------------------------- | ----------------- |
| 2004 | 8e 500m           |           |              |           |                             |                   |
| 2005 | 4e 500m 15e 1000m | 7e        | 16e 500m     |           | 22e 100m 19e 500m 29e 1000m |                   |
| 2006 | 500m · 12e 1000m  | Zilver    |              | 18e       | 8e 100m 8e 500m 26e 1000m   | 14e 500m          |
| 2007 | 9e 500m 17e 1000m | DNF       | 19e 500m     |           | 20e 100m 28e 500m           |                   |
| 2008 | 4e 500m           | 5e        |              |           | 37e 100m 32e 500m           |                   |
| 2009 | -                 |           |              |           |                             |                   |
| 2010 | 9e 500m           |           |              | 14e       |                             |                   |